# Igreja da Anunciação (Sibiu)
A Igreja da Anunciação (em romeno: Biserica Buna Vestire), também conhecida como Igreja na Cova (Biserica din Groapă) é uma igreja ortodoxa romena situada na cidade de Sibiu, na região histórica da Transilvânia, Roménia.
Construída originalmente entre 1788 e 1789, foi uma das primeiras igrejas ortodoxas de Sibiu, cuja esmagadora maioria dos habitantes até ao século XIX eram etnicamente alemães (saxões da Transilvânia) e luteranos. A primeira igreja foi financiada pela viúva Stana Petru Luca e foi destruída por um sismo em outubro de 1802. Foi depois reconstruída pelo genro de Stana Luca, Constantin Hagi Popp, entre 1802 e 1803. Em 1805, a paróquia tinha quarenta famílias.
O edifício é uma pequena igreja-salão. A torre do campanário, situada no lado ocidental, tem três andares e 40 metros de altura. O interior apresenta uma combinação pouco usual de arquitetura religiosa tradicional transilvana e pinturas bizantinas. A iconóstase foi pintada por Mișu Popp, um artista de Brașov. As ricas pinturas murais do interior datam de depois de 1960. Acima da entrada, no interior, há três retratos a óleo dos ctetores ("fundadores") — Hagi Constantin Popp, Stana Petru Luca e Păuna Constantin Popp — cujos restos mortais foram exumados e sepultados debaixo do altar em 1856 por ordem do bispo Andrei Șaguna.
No cemitério atrás da igreja estão sepultadas várias pessoas ilustres do século XIX, nomeadamente bispos, intelectuais e artistas. Em 2006 foi erigido na entrada do cemitério um monumento aos heróis da nação. A casa paroquial, construída no final do século XVIII situa-se junto à igreja.